# J.T. Miller
Jonathan Tanner "J.T." Miller, född 14 mars 1993, är en amerikansk professionell ishockeyspelare som spelar för New York Rangers  i NHL.
Han har tidigare spelat på NHL-nivå för Tampa Bay Lightning och Vancouver Canucks och på lägre nivå för Hartford Wolf Pack och Connecticut Whale i AHL.

## Klubbkarriär

### NHL

#### New York Rangers
Han draftades i första rundan i 2011 års draft av New York Rangers som 15:e spelare totalt.

#### Tampa Bay Lightning
Under tradefönstrets sista dag, 26 februari 2018, blev Miller tradad till Tampa Bay Lightning tillsammans med Ryan McDonagh, i utbyte mot Vladislav Namestnikov, Brett Howden, Libor Hajek, ett draftval i första rundan 2018 (Nils Lundkvist) och ett villkorligt draftval i andra rundan 2019 (Karl Henriksson).
Den 26 juni 2018 skrev han på en femårig kontraktsförlängning med Lightning till ett värde av 26,25 miljoner dollar.

#### Vancouver Canucks
Under NHL-draften 2019, den 22 juni 2019, tradades han till Vancouver Canucks i utbyte mot Marek Mazanec, ett val i tredje rundan i NHL-draften 2019 (Hugo Alnefelt) och ett val i första rundan i antingen NHL-draften 2020 (om Vancouver Canucks når slutspelet den säsongen) eller annars i NHL-draften 2021.